# Hans-Dieter Busch (Fußballspieler)
Hans-Dieter Busch (* 15. November 1935) ist ein ehemaliger Fußballspieler, der in der DDR-Oberliga für den SC Lokomotive Leipzig, den SC Aufbau/1. FC Magdeburg und für Lok Stendal spielte. Er gewann zweimal den DDR-Fußballpokal und bestritt ein Länderspiel mit der DDR-Juniorenauswahl.
Hans-Dieter Busch spielte bis zum Ende der Fußballsaison 1954/55 bei der Betriebssportgemeinschaft Motor in der nahe bei Magdeburg gelegenen damaligen Kreisstadt Oschersleben, zuletzt in der drittklassigen Bezirksliga Magdeburg. Anschließend wechselte er zwei Klassen höher zum neu gegründeten Oberligisten SC Lokomotive Leipzig, aus dem später über etliche Umwege der FC Sachsen Leipzig wurde. Einige Wochen später wurde er, obwohl schon 20 Jahre alt, in einem Länderspiel der DDR-Junioren-Nationalmannschaft eingesetzt. Zum Abschluss der Saison 1957 konnte Busch seinen ersten großen Erfolg feiern. Am 22. Dezember stand er mit dem SC Lok im Endspiel um den DDR-Pokal, das die Leipziger mit Busch als zentralen Abwehrspieler mit 2:1 über den SC Empor Rostock gewannen. Bis zum Ende der Spielzeit 1959 hatte Busch für den SC Lok 87 Spiele in der Oberliga bestritten. 
Inzwischen war in Magdeburg mit dem SC Aufbau eine aufstrebende Fußballmannschaft herangewachsen und 1959 in die Oberliga aufgestiegen. Zur Aufstockung des Spielerkaders für die erste Saison im DDR-Fußballoberhaus hatte Trainer Fritz Wittenbecher eine Reihe junger, talentierter Spieler nach Magdeburg geholt, brauchte aber noch einen erfahrenen Oberligaspieler, der sich gut in die junge Mannschaft integrieren ließ. So veranlasste er, dass der inzwischen 23-jährige Hans-Dieter Busch zurück in seine heimatliche Region zum SC Aufbau kam. Am 7. August 1960 hatte Busch im Oberligaspiel beim SC Empor Rostock seinen ersten Einsatz in den Magdeburger Reihen. Am 13. Juni 1964 stand er zum zweiten Mal in einem Pokalendspiel, Gegner des SC Aufbau war der SC Leipzig (nicht identisch mit Busch’ altem Klub SC Lok). Auch diesmal stand Busch wieder in der zentralen Abwehr und gewann nach einem 3:2-Sieg erneut den Pokal. Im nachfolgenden Wettbewerb um den Europapokal der Pokalsieger wirkte Busch einmal im Hinspiel des Viertelfinales beim englischen Pokalgewinner West Ham United mit (0:1). Den zweiten Magdeburger Pokalsieg 1965 verpasste Busch, denn er war diesmal nicht im Endspiel aufgeboten worden. Ein Jahr später stieg Busch mit dem neu gegründeten 1. FC Magdeburg in die zweitklassige DDR-Liga ab, war dort in zwölf Punktspielen beteiligt und kehrte nach einem Jahr in die Oberliga zurück. In der neuen Oberligasaison wurde er am 5. März 1967 zum letzten Mal in einem Pflichtspiel beim 1. FC Magdeburg eingesetzt. Damit hatte er in Magdeburg 131 Pflichtspiele bestritten, davon 119 in der Oberliga. In der folgenden Spielzeit 1967/68 bestritt er, inzwischen 32 Jahre alt, noch einmal 24 Oberligaspiele bei Lok Stendal. So hat er zwischen 1955 und 1968 218 Spiele in der höchsten DDR-Fußballklasse absolviert.
Nach seinem Rückzug als aktiver Fußballspieler ging er zurück zu den Wurzeln seiner Laufbahn und wurde 1968 beim drittklassigen Bezirksligisten Motor/Vorwärts Oschersleben Trainer. 1972 führte er die Mannschaft zur Bezirksmeisterschaft und in die DDR-Liga. Im selben Jahr ging er zurück nach Leipzig, wo er beim Nachfolger seines früheren Klubs, jetzt BSG Chemie Leipzig, Assistenztrainer wurde.
| Personendaten    | Personendaten            |
| ---------------- | ------------------------ |
| NAME             | Busch, Hans-Dieter       |
| KURZBESCHREIBUNG | deutscher Fußballspieler |
| GEBURTSDATUM     | 15. November 1935        |